# Pagnano
Pagnano is een plaats (frazione) in de Italiaanse gemeente Asolo.